# كوين جين
كوين جين (بالإنجليزية: Queen Jane)‏ هي مغنية كينية، ولدت في عقد 1964 في Kandara ‏ في كينيا، وتوفيت في 29 يونيو 2010 في نيروبي في كينيا بسبب التهاب السحايا.